# 動物のコミュニケーション
動物のコミュニケーション（どうぶつのコミュニケーション）とは、ある動物個体の行動のうち、現在あるいは将来に他の動物個体に影響を与えるものを指す。動物のコミュニケーションの研究は動物行動学、社会生物学と動物の認知能力の解明に大きな役割を果たした。動物のコミュニケーション、および動物世界の理解は急速に発展している分野である。21世紀に入ってからでさえ、個体認識、動物の感情、文化、学習、配偶行動などの理解は革新的に進んだ。

## コミュニケーションの様式
動物のコミュニケーションのもっとも有名な形は、特徴的な体の部位の顕示や特徴的な動作である。このふたつはしばしば組み合わされ、特徴的な部位を協調する動作となってあらわれる。
動物行動学の歴史で重要だったのは、セグロカモメの親の巣のヒナに対するクチバシの顕示だった。多くのカモメのように、セグロカモメは明るい色が付いたクチバシ（全体的に黄色く下クチバシの先端が赤い）を持つ。食物を持って巣に帰ったとき、ヒナを見つけるとクチバシで地面を軽く叩く。これは空腹のヒナから「物乞い行動」を引き出す。ヒナは親のクチバシをつつき、食物を吐き戻させる。完全な信号のやりとりは以下のようになる。特徴的な部位：赤い点の付いた嘴、特徴的な行動：嘴で地面を叩き嘴の先端を顕示する。
ニコ・ティンバーゲンと同僚たちによる調査はクチバシと先端の赤色のハイコントラストがヒナから適切な反応を引き出すために重要であることを明らかにした。ヒナは明るい色をした物体は何でもつつくが、そういった物体の中で常に報酬として食事を与えるのは親のクチバシだけである。この行動は古典動物行動学では本能行動に分類されるが、報酬によって行動が強化されているかも知れない。明るい色をしたプラスチックやガラスを飲み込むことがカモメのヒナの一般的な死因である。
他のコミュニケーションの重要な様式の例は鳥のさえずりである。一般的にはオスだけがさえずるが、一部の種では両性が交代でさえずる。これはデュエットと呼ばれている。鳥のさえずりは音声コミュニケーションの中でも代表的な例である。音声コミュニケーションの他の例には、多くのサルの警告の叫び、テナガザルの縄張りを主張する叫び、カエルなどの求愛のための鳴き声などがある。
嗅覚コミュニケーションはいくつかの例を除いてまだ明らかになっていない。多くの哺乳類では特徴的で長く残る匂いを出す線（臭線）があり、その匂いを彼らがいた場所に残す習性がある。また嗅覚コミュニケーションでは糞や尿、汗も利用される。例えばスナネズミには腹部に臭線があり、腹部をこすりつけて匂いを残す。ゴールデンハムスターとネコは横腹に臭線があり、横腹をこすりつけて匂いを残す。ネコは額にも臭線を持つ。ミツバチやアリは匂いで巣の仲間を判断する。巣の入り口で匂いをかぎ、仲間と認められなければ巣に入ることができない。このようなコミュニケーションは異種間で用いられることもある。

### コミュニケーションの機能
社会行動の種類と同じくらいコミュニケーションの種類は豊富であるが、いくつかの機能は詳細に調べられている。
- 敵対行動：個体間の闘争、攻撃行動の全て。多くの種は食物、つがい相手、縄張り競争の間に特徴的な示威ディスプレイを行う。多くの鳥のさえずりは求愛以外にこのような機能を持つ。また示威ディスプレイと対応した服従ディスプレイもある。一方が相手の社会的優位を認めた場合、それを示すために服従ディスプレイを行う。これは攻撃行動を終了させ、優位な個体による資源への無制限のアクセスを認めることになる。いくつかの種では優位な個体が他の個体を受け入れることをあらわす友好的ディスプレイが存在する。
- 求愛行動：潜在的なつがい相手の関心を引き、維持し、絆を深めるために信号が交換される。求愛行動には体の部位の顕示や特徴的な姿勢、匂いの放出、鳴き声などがあり、種ごとに特有である。このような行為は繁殖の望みがない他種の生物との配偶を避ける機能と、より「望ましい」配偶相手を選ぶという二重に機能がある。有名な例はジュリアン・ハクスリーによって研究されたオオカンムリカイツブリの水草を咥えて掲げる相互顕示である。そのような「勝利のディスプレイ」は多くのガチョウやペンギンが営巣地近くで行う。
- 食物に関連した信号：多くの動物は食物を見つけると叫び、つがい相手、子ども、社会グループの仲間を呼び寄せる。親が子を養っているとき、子は親に向かって物乞い行動を取る。特に巣に多くの兄妹がいるとき、生まれたばかりで栄養を必要とする鳥類ではこれが顕著である。食物に関連した信号のうちもっとも精巧なものの一つは、カール・フォン・フリッシュによって研究されたミツバチのダンスである。
- 警告音：捕食者の脅威に直面したとき、警告音の発声は社会グループ（しばしば他の種の動物も含む）の制止、逃走や捕食のリスクを減らすために密集することを可能にする。
- メタコミュニケーション：メタコミュニケーション信号とは以降の信号の意味を変更する信号である。もっともよく知られた例は犬の遊び顔である。それは以降の積極的な信号が攻撃行動ではなく遊びであることを相手に伝える。

多くの仕草や行動が一般的でステレオタイプな意味を持つと考えられていたが、研究者はしばしば以前考えられていたよりも動物のコミュニケーション信号は複雑ではないかと疑う。コミュニケーション信号は前後関係や文脈、他の仕草との関連で複数の異なった意味を持つかも知れない。イエイヌのしっぽの「振り」でさえ微妙に異なる方向に降られたとき異なる意味を持つ：興奮、希望、はしゃぎ、満足/楽しみ、リラックスや不安、人間や他の動物の意図への関心、他の動物の評価、好意の表現（「友達になりたいけど、きみはどう？」）、認識の表明（「あなたの振る舞いに注目している」）、関心の表明、ためらいや不安、服従。
他の仕草との組み合わせや前後関係、視点の方向などによっても意思を伝えることができる。このように、特定の行動が何かを「意味する」と言う場合、それは「しばしば意味する」ということである。人間が様々な理由で笑ったり抱きしめたり立ったりするように、多くの動物も仕草で複数の意図を表す。

## コミュニケーションの進化
コミュニケーションの重要性は明らかで、進化のプロセスは動物にコミュニケーションを容易にするような部位を発達させた。それにはクジャクの羽のような非常に顕著な特徴が含まれる。鳥のさえずりはその行為に専門化された脳構造があるようである。セグロカモメはクチバシの赤い斑点を見せるのに適した特徴的なお辞儀のような行動を行う。このような行動には説明が必要である。
コミュニケーションの進化の説明には二つの側面がある。一つはその振る舞いが無かった祖先から、どのようなルートで進化的に発達したかである。この問題に対する最初の重要な貢献はコンラート・ローレンツら初期の動物行動学者によってもたらされた。
第二の点はどのような進化のプロセスがその行動や器官を発達させたかであり、第一の点よりも論争的である。初期の動物行動学者はコミュニケーションが全体として「種のため」に起きると仮定した。しかしそのためには群選択のプロセスが成り立つことが必要である。群選択では動物の繁殖行動の進化を説明できず（なぜゾウアザラシなど一夫多妻制の動物でも食糧を消費するだけのオスが大量に存在するのか？）、理論的に成り立たない。社会生物学者は集団の利益になるかのように見える行動が、個体へ作用する自然選択の圧力によって形成されると主張した。進化における遺伝子中心の視点は遺伝子が集団中に広まり定着を促すような性質が自然選択によって選ばれると提唱した。
コミュニケーションの進化について現代的な議論は、ジョン・クレブスとリチャード・ドーキンスの1976年の主張にまで遡る。二人は警告信号や求愛信号のように明らかに利他的であったり相互作用的である行動が、発信者自身および遺伝子に有利さをもたらすという仮説を提唱した。これは信号が必ずしも「正直ではない」ということである。実際に擬態のように正直でない信号が存在する。進化的に安定した不正直なコミュニケーションの可能性は論争の的であった。アモツ・ザハヴィは特に、そのような不正直な信号は長期にわたって安定しないと主張した。もしコミュニケーション信号が操作的であるならば（発信者だけが利益を受けられるのであれば）、受信者はそれを無視するか、欺瞞を見破る対抗適応を発達させるはずである。ザハヴィの信号の正直さに関する理論はハンディキャップ理論と呼ばれている。生物のコミュニケーション信号の進化に関する議論はW.Dハミルトンやジョン・メイナード＝スミスの参加によってより体系的なシグナル理論に発展した。
また社会生物学者はクジャクの尾のような過度の信号を発している器官の進化にも関心を持った。そのような器官は性選択の結果であると考えられている。それらは例えばグッピーの交配実験などを通して、配偶者選択の状況で選択的な有利さをもたらし、すみやかに発達する事が示されている。